# Terrorisme en 2018
Chronologie du terrorisme
- 2014
- 2015
- 2016
- 2017
- 2018
- 2019
- 2020
- 2021
- 2022

Cet article comprend une liste non exhaustive d'attentats et attaques notables ayant eu lieu dans le monde en 2018, dans l'ordre chronologique, qu'ils aient été ou non meurtriers.

## Événements

### Janvier
- Nigeria : le 3 janvier 2018, un kamikaze fait 14 morts dans une mosquée, à Gamboru, dans l’État de Borno[1].
- Afghanistan : le 20 janvier 2018, une attaque contre l'hôtel Intercontinental à Kaboul fait 22 morts[2].
- Libye : le 23 janvier 2018, un double attentat à la voiture piégée, non revendiqué, est commis à Benghazi, près d'une mosquée salafiste après la prière, dans le quartier d’Al-Salmani, tuant au moins 33 personnes et faisant des dizaines de blessées. Des milices proches des salafistes avaient combattu avec les troupes du maréchal Khalifa Haftar contre les milices djihadistes[3].
- Afghanistan : le 27 janvier 2018, une ambulance piégée explose près de l'hôpital Jamuriat à Kaboul, faisant 103 morts et 250 blessés[4].
- Afghanistan : le 29 janvier 2018, un commando de Daesh attaque l'Académie militaire de Kaboul, tuant 11 personnes[5].
- Yémen : le 30 janvier 2018, un attentat à la voiture piégée fait au moins 11 morts dans le sud-est du pays[6].

### Février
- Daghestan : le 18 février 2018, un homme ouvre le feu sur les fidèles qui sortaient d’une église orthodoxe dans la petite ville de Kizliar, dans l’est du Daghestan, province russe du Caucase à majorité musulmane. La fusillade est revendiquée par l’organisation État islamique[7].
- Somalie : le 23 février 2018, deux attentats à la voiture piégée visent le palais présidentiel et un hôtel, faisant au moins 38 morts et 20 blessés à Mogadiscio. Ils sont revendiqués par Harakat al-Chabab al-Moudjahidin[8].
- Afghanistan : le 24 février 2018, une série d'attentats menés par les Taliban font au moins 23 morts et une vingtaine de blessés. L'une des attaques est dirigée contre une base militaire, située à Farâh, dans l'ouest de l'Afghanistan[9].

### Mars
- Burkina Faso : le 2 mars 2018, une double attaque vise l’ambassade de France et le Camp Guillaume, siège de l'état major des armées burkinabés à Ouagadougou, faisant 8 morts et plus de 80 blessés[10].
- Afghanistan : le 21 mars 2018, au moins 32 personnes sont tuées et une cinquantaine sont blessées, dans un attentat-suicide, revendiqué par l'État islamique, durant les célébrations du Nouvel an perse, devant l'Université de Kaboul[11].
- États-Unis : au mois de mars 2018, au moins 5 explosions de colis piégés ont fait deux morts et plusieurs blessés dans la région d'Austin. Le principal suspect, un homme de 24 ans, s'est fait exploser dans sa voiture à l'aide d'un engin artisanal alors qu'il allait être appréhendé par la police. Ses motivations sont pour l'heure inconnues.
- France : le 23 mars 2018, une série d'attaques à Carcassonne et Trèbes (Aude) fait 4 morts et 16 blessés. Le terroriste est abattu au cours d'une prise d'otage dans un Super U, au cours de laquelle le Colonel de gendarmerie Arnaud Beltrame se fait tuer. L’État islamique revendique les 3 attaques quelques minutes après la fin de l'assaut du GIGN[12].
- Afghanistan : le 23 mars 2018, une voiture piégée explose à l'entrée d'un stade à Lashkar Gah, tuant au moins 14 personnes et blessant 47 autres[13].
- Égypte : le 24 mars 2018, une voiture piégée explose à Alexandrie, 2 policiers sont tués et 5 personnes sont blessées[14].
- Libye : le 29 mars 2018, un attentat suicide à la voiture piégée contre un barrage de sécurité à Ajdabiya, fait 8 morts et 8 blessés[15]. L’État islamique revendique l'attentat le lendemain[16].

### Avril
- Nigeria : le 1er avril 2018, une attaque de Boko Haram contre la grande ville de Maiduguri fait au moins 18 morts et 84 blessés[17].
- Pakistan : le 2 avril 2018, 4 chrétiens sont tués par balle à Quetta, dans une attaque revendiquée par l’État islamique[18].
- Irak : le 8 avril 2018, deux kamikazes se font exploser dans le quartier général de campagne du parti Al-Hal, à Hit, dans la province d'Al-Anbar[19]. 4 personnes sont tuées et 7 autres sont blessées au cours de l'attentat suicide[19].
- Irak : le 12 avril 2018, 16 personnes sont tuées et 14 autres sont blessées à Asdira, dans un attentat à la bombe contre des funérailles de combattants, tués la veille par l’État islamique[20].
- Mali : le 14 avril 2018, les camps de la Minusma et de la force Barkhane à Tombouctou sont la cible d'une attaque « sans précédent » qui fait un mort et une vingtaine de blessés, dont 7 soldats français. Les assaillants étaient déguisés en Casques bleus[21],[22].
- Pakistan : le 15 avril 2018, deux chrétiens sont tués et trois autres sont blessés devant une église de Quetta, après une fusillade à l'arme automatique, revendiquée par l'État islamique[23].
- Afghanistan : le 22 avril 2018, un kamikaze se fait exploser devant un centre d'enregistrement pour les élections législatives, à Kaboul, et fait 60 morts (dont 21 femmes et 5 enfants) et 120 blessés[24]. L'attentat est revendiqué par l'État islamique[24].
- Canada : le 23 avril 2018, Alek Minassian, à bord d'un véhicule fonce dans la foule dans une rue fréquentée de Toronto et tue 10 personnes. L'auteur appartiendrait à un groupe Incel[25].
- Afghanistan : le 30 avril 2018, un double attentat-suicide à Kaboul est mené par l'État islamique[26]. Le premier vise le siège des services de renseignement afghans et le second vise un groupe de journalistes, venus couvrir l'événement[26]. Le bilan fait état d'au moins 37 morts dont 6 à 9 journalistes tués et d'au moins 49 blessés[26],[27]. Le même jour, un attentat-suicide vise l'aéroport de Kandahar, 11 enfants qui étaient à proximité d'un convoi de l'OTAN sont tués par l'explosion et 16 personnes sont blessées[28].

### Mai
- Nigeria : le 1er mai 2018, deux attentats-suicides perpétrés par Boko Haram à Mubi tuent 86 personnes[29].
- Libye : le 2 mai 2018, une fusillade et des attentats-suicides d'un commando de 4 membres de l’État islamique contre le siège de la Haute Commission électorale libyenne tuent 12 personnes et en blessent 7 autres[30].
- Afghanistan : le 6 mai 2018, 13 personnes sont tuées et 33 sont blessées dans un attentat à la bombe non-revendiqué (Daech et talibans suspectés) contre une mosquée qui servait de centre d’enregistrement sur les listes électorales dans la province de Khost, dans l'est du pays[31].
- Pakistan : le 6 mai 2018, une tentative d'assassinat du ministre de l’intérieur du Pakistan, Ahsan Iqba, a lieu lors d'un meeting électoral[32].
- Libye : le 8 mai 2018, deux personnes sont tuées dans un attentat-suicide, revendiqué par l’État islamique, contre un barrage tenu par l'Armée nationale libyenne, dans l'est du pays.
- Afghanistan : le 9 mai 2018, des attaques coordonnées contre des commissariats de police à Kaboul font 10 victimes et au moins 23 blessés[33]. Les taliban et l'État islamique revendiquent tous les deux les attaques[33].
- Syrie : le 9 mai 2018, l'explosion d'une bombe dans le centre de Damas fait au moins 2 morts et 14 blessés[34].
- Somalie : le 9 mai 2018, un attentat à la voiture piégée, non-revendiqué mais attribué aux shebabs somaliens, tue 11 personnes et en blesse 10 autres sur un marché de Wanlaweyn, petite ville à 70 km au nord de Mogadiscio[35].
- France : le 12 mai 2018, une attaque au couteau à Paris, revendiquée par l'État islamique, fait 2 morts (dont le terroriste) et quatre blessés dont deux graves[36].
- Indonésie : le 13 mai 2018, des attentats à la bombe, revendiqués par l’État islamique, ciblent trois églises à Surabaya et font 14 morts et 41 blessés[37],[38].
- Afghanistan : le 13 mai 2018, des hommes armés attaquent un bâtiment officiel à Jalalabad et tuent au moins dix personnes et en blessent 36 autres[39]. Les attaques sont revendiquées par le groupe État islamique[39].
- Indonésie : le 14 mai 2018, 4 kamikazes à moto se font exploser à proximité d'un commissariat de police à Surabaya et blessent une dizaine de personnes[38].
- Gaza : le 14 mai 2018, une série de fusillades revendiquées par l'armée israélienne fait au moins 52 morts et 2 400 blessés[40],[41].
- Irak : le 16 mai 2018, un kamikaze fait au moins huit morts et une trentaine de blessés au cours d'un attentat-suicide à Bagdad[42].
- Afghanistan : le 19 mai 2018, un triple attentat à la bombe visant un match de cricket fait au moins huit morts et 45 blessés à Jalalabad[43].
- Afghanistan : le 22 mai 2018, 16 personnes sont tuées et 38 autres sont blessées à Kandahar, dans l'explosion d'un minibus piégé, que les forces de l'ordre n'ont pas eu le temps de désamorcer[44].
- Irak : le 23 mai 2018, 5 personnes sont tuées et 16 autres sont blessées à Bagdad, au cours d'un attentat suicide[45].
- Libye : le 24 mai 2018, l'explosion d'une voiture piégée fait 7 morts et une vingtaine de blessés à Benghazi[46].
- Canada : le 24 mai 2018, 15 personnes sont blessées après l'explosion d'une bombe dans un restaurant indien à Mississauga[47]. Deux suspects prennent la fuite[47].
- Mozambique : le 27 mai 2018, dix personnes sont décapitées lors d’une attaque attribuée à des islamistes du groupe Al-Chabab, commise dans la province du Cabo Delgado, non loin de la frontière tanzanienne[48].
- Nigeria : le 28 mai 2018, deux kamikazes activent leurs dispositifs explosifs et tuent au moins 3 personnes et en blessent 7 autres à Konduga[49]. L'attentat est attribué à Boko Haram[49].
- Belgique : le 29 mai 2018, à Liège, un homme armé d'un couteau, réussit à subtiliser l'arme de service d'une policière en patrouille et ouvre le feu. 3 personnes dont la policière et sa collègue sont tuées au cours de l'attaque[50]. L'attaque sera revendiquée, le lendemain par l'État Islamique.

### Juin
- Afghanistan : le 4 juin 2018, un kamikaze de l'État islamique fait 7 morts et 18 blessés à Kaboul, lors d'une réunion de responsables religieux[51].
- Niger : le 4 juin 2018, 3 kamikazes activent leurs ceintures explosives et font 10 morts et 37 blessés à Diffa[52],[53].
- Cameroun : le 8 juin 2018, une attaque attribuée à Boko Haram fait 6 victimes à Maroua[54].
- Afghanistan : le 9 juin 2018, 19 policiers sont tués dans une attaque contre leur base, menée par les talibans, dans le nord du pays[55].
- Somalie : le 9 juin 2018, un attentat à la voiture piégée fait 7 blessés[56]. L'attentat est revendiqué par Al Shabab[56].
- Afghanistan : le 11 juin 2018, un attentat-suicide, revendiqué par Daech, fait au moins 13 morts et 31 blessés près d'un ministère à Kaboul[57].
- Israël : le 11 juin 2018, un attentat au couteau fait une blessée grave à Afoula[58].
- Afrique du Sud : le 14 juin 2018, un attentat au couteau dans une mosquée à Malmesbury fait 2 morts et 2 blessés[59].
- Afghanistan : le 16 juin 2018, un kamikaze se fait exploser, dans le district de Rodat, dans une foule célébrant un cessez-le-feu entre les talibans et les forces de sécurité, à l'occasion de la fin du ramadan. Le bilan fait état de 25 personnes tuées et d'au moins 54 autres blessées[60].
- Afghanistan : le 17 juin 2018, Daesh revendique un attentat suicide qui fait 18 morts et 49 blessés, à proximité du bureau du gouverneur de la province de Nangarhar, dans la ville de Jalalabad[61].
- Nigeria : le 17 juin 2018, des djihadistes présumés du groupe Boko Haram perpétuent un double attentat-suicide qui fait au moins 31 morts dans l'État de Borno[62].
- Afghanistan : le 20 juin 2018, au moins 30 policiers et soldats sont tués dans des attaques des talibans, dans l'ouest du pays[63].
- Éthiopie : le 23 juin 2018, une attaque à la grenade visant le Premier ministre fait 2 morts et 150 blessés à Addis-Abeba[64].
- Zimbabwe : le 23 juin 2018, un attentat à Bulawayo, visant le Président du Zimbabwe fait 41 blessés dont deux vice-présidents[65].

### Juillet
- Afghanistan : le 1er juillet 2018, 20 personnes sont tuées dans un attentat-suicide sur un marché à Jalalabad, revendiqué par le groupe État islamique, qui affirme avoir voulu viser le président afghan[66].
- Mali : le 1er juillet 2018, un attentat à la voiture piégée à Gao fait 4 morts et 23 blessés dont 4 militaires français[67].
- Irak : le 1er juillet 2018, un attentat à la voiture piégée fait 1 mort et une vingtaine de blessés à Kirkouk[68].
- Tunisie : le 8 juillet 2018, six agents de la Garde nationale sont tués et trois autres sont blessés, lorsque leurs voitures ont été visées par un engin explosif dans le secteur d'Ain Sultan[69].
- Afghanistan : le 10 juillet 2018, un kamikaze qui ciblait les forces gouvernementales se fait exploser à proximité d'une station service à Jalalabad, faisant 12 morts[70].
- Pakistan : le 10 juillet 2018, durant la campagne pour les élections législatives pakistanaises de 2018, un attentat à la bombe à Peshawar, revendiqué par les talibans pakistanais, tue 22 personnes dont l'homme politique local Haroon Bilour[71] en visant un rassemblement du Parti national Awami, une petite formation de gauche[71].
- Pakistan : le 13 juillet 2018, durant la campagne pour les élections législatives pakistanaises de 2018, un attentat suicide de l'État islamique fait au moins 149 morts et 186 blessés lors d'un meeting électoral du Nawabzada Siraj Raisani (en) (candidat du parti baloutche Awami à un siège de député provincial, décédé lui aussi à cause de l'attentat[71]) à Mastung[72]. Le même jour, à Bannu, un autre attentat à la moto-piégée tue 4 personnes et en blesse 40 autres en essayant d'assassiner le candidat du MMA Akram Khan Durrani (en) mais ce dernier survit[71].
- Tchad : le 19 juillet 2018, 18 personnes sont tuées et 10 femmes sont enlevées sur le lac Tchad par des hommes identifiés comme appartenant au groupe jihadiste Boko Haram[73].
- Comores : un vice-président échappe à un attentat à l'arme automatique qui avait visé son véhicule sur l'île d'Anjouan[74].
- Afghanistan : le 22 juillet 2018, 14 personnes sont tuées et 60 autre sont blessées au cours d'un attentat-suicide, revendiqué par l'EI, à la sortie de l'aéroport de Kaboul, après l'arrivée du général Abdul Rashid Dostum, chef de guerre redouté du nord de l'Afghanistan[75].
- Canada : le 23 juillet 2018, un homme ouvre le feu au hasard sur des passants dans le quartier grec de Toronto. 3 personnes sont tuées dans cette attaque, dont l'auteur. L’État islamique revendique l'attentat[76].
- Kurdistan : le 23 juillet 2018, une fusillade suivie d'un attentat suicide blessent 2 policiers au siège du Gouvernement régional du Kurdistan irakien à Erbil[77].
- Libye : le 24 juillet 2018, un attentat contre un commissariat de police dans la localité d’Al-Aguila à l’est du pays fait plusieurs victimes[78].
- Pakistan : le 25 juillet 2018, un attentat suicide de l’État islamique près d'un bureau de vote de Quetta fait 31 morts et 70 blessés lors des élections législatives[79].
- Syrie : le 25 juillet 2018, des membres de Daech ont perpétré des attentats suicides et des attaques à l’arme à feu dans la ville de Soueïda et dans plusieurs villages du gouvernorat de Soueïda, dans le sud de la Syrie, tuant 255 personnes, dont 142 civils, et en blessant 180 autres. Au moins 63 terroristes ont également été tués, y compris les kamikazes. Les assaillants ont également pris des otages dans les villages qu’ils avaient attaqués[80],[81],[82].
- Afghanistan : le 28 juillet 2018, un attentat visant une école de sages-femmes à Jalalabad fait 4 morts dont les deux terroristes et 5 blessés[83].
- Tadjikistan : le 29 juillet 2018, une attaque de l’État islamique contre des touristes occidentaux en vélo fait quatre morts dans la région de Danghara[84].
- Algérie : le 30 juillet 2018, 7 militaires algériens sont tués lors d'un violent accrochage dans la daïra d'Azzaba, située dans la wilaya de Skikda. 3 terroristes sont également abattus[85].
- Philippines : le 31 juillet 2018, l'explosion d'une camionnette piégée à un point de contrôle de l'armée fait 11 morts à Lamitan. L’État islamique revendique l'attaque[86].
- Afghanistan : le 31 juillet 2018, un nouvel attentat à Jalalabad, contre un bâtiment gouvernemental, fait au moins 15 morts. Trois assaillants sont tués après cinq heures d'intenses combats avec les forces de sécurité[87].
- Turquie : le 31 juillet 2018, un attentat à la bombe tue une femme et son nourrisson à Yüksekova. Le PKK est soupçonné d'être derrière cet attentat[88].

### Août
- Syrie : le 3 août 2018, une mine placée par des membres de Daech a explosé dans la région de Cheikh Najjar, tuant 14 civils
- Afghanistan : le 3 août 2018, pendant la prière du vendredi, deux assaillants vêtus de burqas sont entrés dans une mosquée chiite de la ville de Gardêz dans la province de Paktia et y ont ouvert le feu, avant de se faire exploser. 48 personnes ont été tuées et au moins 70 autres ont été blessées dans l’attaque[89],[90],[91].
- Venezuela : le 4 août 2018, un attentat au drone visant le président Nicolás Maduro fait 7 blessés[92].
- Afghanistan : le 5 août 2018, trois soldats de l'OTAN sont tués dans un attentat-suicide, revendiqué par les talibans, contre leur patrouille à Tchârikâr[93].
- République démocratique du Congo :
  - le 7 août 2018, 10 hommes et 4 femmes ont été enlevés et tués par balle par des rebelles ougandais des Forces démocratiques alliées[94].
  - le 11 août 2018, 7 civils ont été tués dans l'attaque d'un village du Nord-Kivu par les Forces démocratiques alliées[95].
- Royaume-Uni : le 14 août 2018, un homme à bord d'une voiture fonce sur les barrières de sécurité devant le Parlement de Londres et renverse plusieurs personnes. Le bilan fait état de 3 blessés[96].
- Afghanistan : le 15 août 2018, un attentat suicide fait 48 morts et 67 blessés dans un centre éducatif d'un quartier chiite de Kaboul[97].
- Cisjordanie : le 16 août 2018, un attentat à la voiture bélier fait 1 mort près de Havat Gilad, dans la région de Samarie[réf. souhaitée].
- Algérie : le 18 août 2018, un attentat à la roquette fait 2 morts et 4 blessés à Bouira[98].
- Espagne : le 20 août 2018, un homme armé d'un couteau s'attaque à un commissariat de Cornellà de Llobregat, près de Barcelone. L'auteur est immédiatement abattu par la police et la nature terroriste de l'attaque est confirmée peu de temps après[99].
- Tchétchénie : le 20 août 2018, une série d'attaques contre la police tchétchène fait plusieurs blessés dans ses rangs. Ces attaques en série sont revendiquées par l’État islamique[100].
- Afghanistan : le 21 août 2018, un attentat à la roquette blesse 6 civils et soldats à Kaboul. L’État islamique revendique cette attaque « spectaculaire » ayant duré plus de 6 heures, et affirme avoir voulu viser le palais présidentiel[101].
- Libye : le 23 août 2018, un attentat revendiqué par Daesh fait 4 morts et 7 blessés à l'est de Tripoli[102].
- Afghanistan : le 25 août 2018, un attentat fait 2 morts et 4 blessés lors d'un sit-in politique à Jalalabad.
- Burkina Faso : le 27 août 2018, un attentat fait 7 morts après l'explosion d'un engin artisanal.
- Kenya : le 29 août 2018, un attentat fait 5 morts et 10 blessés près de la frontière somalienne.
- Irak : le 29 août 2018, un attentat à la voiture piégée fait 11 morts et 5 blessés à Al-Qaïm. L'État islamique revendique l'attentat.
- Donetsk : le 31 août 2018, un attentat à l'engin explosif tue le président Alexandre Zakhartchenko et son garde du corps et blesse le Premier ministre des finances Alexandre Timofeïev.
- Pays-Bas : le 31 août 2018, une personne attaque au couteau des passants à la gare d'Amsterdam, faisant 2 blessés de nationalité américaine[103].

### Septembre
- Somalie : le 1er septembre 2018, un attentat à la voiture piégée fait au moins 6 morts et 15 blessés à Mogadiscio. L'attentat est revendiqué par le groupe shebab[104].
- Afghanistan : le 5 septembre 2018, un double attentat-suicide visant un club de sport d'un quartier chiite de Kaboul fait 20 morts et 70 blessés[105].
- Brésil : le 6 septembre 2018, Jair Bolsonaro, candidat de l'extrême droite à la présidentielle au Brésil, est attaqué au couteau en plein meeting. Son agresseur, ancien militant du parti de gauche PSOL, affirme avoir agi « sur l'ordre de Dieu »[106].
- Somalie : le 10 septembre 2018, six personnes sont tuées dans un attentat à la voiture piégée à Mogadiscio, revendiqué par les shebab[107].
- Libye : le 10 septembre 2018, un attentat suicide contre le siège de la compagnie nationale libyenne de pétrole fait 2 morts. La branche libyenne de Daech revendique l'attentat[108],[109].
- Afghanistan : le 11 septembre 2018, un kamikaze se fait exploser au milieu de manifestants, faisant 68 morts et 165 blessés, à 70 kilomètres de Jalalabad.
- Pakistan : le 14 septembre 2018, un attentat à la bombe fait 3 morts et 2 blessés à Islamabad.
- Burkina Faso : le 15 septembre 2018, un double attentat fait 8 morts et 3 blessés à Kompiembiga et Diabiga.
- Iran : le 22 septembre 2018, 24 personnes sont tuées et des dizaines sont blessées à Ahvaz, par un commando armé, lors d'un défilé militaire[110].

### Octobre
- Turquie : le 4 octobre 2018, sept soldats turcs sont tués dans l'explosion d'une bombe artisanale, déclenchée par des séparatistes kurdes dans la province de Batman[111].
- Cisjordanie : le 7 octobre 2018 : Un ouvrier palestinien tue par balle 2 de ses collègues israéliens dans une usine de la colonie israélienne de Barkan. Il est abattu par l’armée israélienne le 13 décembre 2018 dans le camp de réfugiés d’Askar, à Naplouse[112].
- Afghanistan : le 9 octobre 2018, un attentat-suicide fait 8 morts et 11 blessés dans les bureaux d'un candidat aux élections législatives à Lashkar Gah[113].
- Afghanistan : le 13 octobre 2018, un attentat à la bombe fait 14 morts lors rassemblement électoral dans le district de Rustaq[114].
- États-Unis : du 22 ou 29 octobre 2018, une série de 15 colis piégés sont envoyés à des personnalités démocrates ou pro-démocrates. L'ancien président Barack Obama, Hillary Clinton, le milliardaire George Soros, l'ex patron de la CIA John O.Brennan, Joe Biden ou encore l'acteur Robert De Niro sont visés[115]. Les bureaux de la chaîne CNN sont aussi visés et ont dû être brièvement évacués[116]. L'intégralité des colis piégés est interceptée et désamorcée, ne faisant aucune victime.
- États-Unis : le 27 octobre 2018, un attentat antisémite est commis contre une synagogue à Pittsburgh. La fusillade fait 11 morts. L'auteur, un suprématiste blanc de 46 ans, est immédiatement arrêté[117],[118].
- Tunisie : le 29 octobre 2018, une femme se fait exploser dans le centre-ville de Tunis. L'attaque fait 20 blessés dont 15 policiers[119],[120].
- Danemark : le 30 octobre 2018, un attentat est déjoué sur le sol danois contre trois membres présumés du Mouvement arabe de lutte pour la libération d’Ahvaz[121].

### Novembre
- États-Unis : le 8 novembre 2018, un ancien militaire américain tue 12 personnes et en blesse 21 autres dans une discothèque à Thousand Oaks, en Californie[122]. L'auteur de la tuerie s'est suicidé à l’intérieur de l'établissement[123].
- Australie : le 9 novembre 2018, dans le centre de Melbourne, un homme incendie sa voiture remplie de bouteilles de gaz et poignarde des passants, faisant alors 1 mort et 2 blessés. Neutralisé par la police, il décède des suites de ses blessures par balle à l’hôpital. L'EI revendique l’attentat[124].
- Somalie : le 9 novembre 2018, une série d'explosions de voitures piégées fait au moins 47 morts et 100 blessés à Mogadiscio[125].
- Niger : dans la nuit du 21 novembre 2018, un commando de Boko Haram prend d’assaut des installations de la société française de forage Foraco, dans le sud-est du Niger, près de la frontière avec le Nigeria. L'attaque fait 8 morts, 7 employés nigériens et un fonctionnaire du ministère nigérien de l'Hydraulique. 7 autres personnes sont également blessées[126].
- Pakistan : le 23 novembre 2018, une bombe explose sur un marché de légumes des zones tribales, faisant au moins 31 morts et 50 blessés. L'engin explosif était dissimulé dans un carton de légumes, selon les autorités locales. L'attentat n'est pas encore revendiqué[127]. Le même jour, trois assaillants essayent de prendre d'assaut le consulat chinois à Karachi, mais sans succès. L'attaque se solde par la mort de deux policiers, de deux civils et des trois assaillants[127]. L'attentat est revendiqué par un groupe séparatiste, le Front de libération du Baloutchistan (FLB), extrêmement hostile aux intérêts chinois au Pakistan[128].
- Afghanistan : le 23 novembre 2018, un attentat suicide vise un rassemblement religieux à Kaboul, faisant au moins 50 morts et 72 blessés. Le 23 au soir, l’attentat n'était toujours pas revendiqué[129].
- Afghanistan : le 28 novembre 2018, une voiture piégée explose à proximité du bâtiment de la société de sécurité privée britannique G4S à Kaboul. L'attaque fait 10 morts dont 1 ressortissant britannique, ainsi que 29 blessés. Les Talibans revendiquent l'attentat[130].

### Décembre
- Indonésie : le 2 décembre 2018, 31 ouvriers du bâtiment sont tués par balle dans la région reculée de Nduga (en) par des membres de l'Organisation pour une Papouasie libre[131],[132],[133].
- Somalie : le 4 décembre 2018, un attentat à la voiture piégée blesse grièvement un journaliste à Mogadiscio[134].
- Iran : le 6 décembre 2018, deux policiers sont tués à Chabahar dans un attentat-suicide. Le ministre iranien des Affaires étrangères accuse des « terroristes soutenus à l'étranger »[135].
- Cisjordanie : le 9 décembre 2018, un homme tire une rafale d'arme automatique sur un abri de bus près de la colonie israélienne d'Ofra. 7 personnes sont blessées, dont une femme enceinte. L'enfant ne survivra pas[136],[137].
- Afghanistan : le 11 décembre 2018, douze personnes, dont huit civils, sont tuées lors d'un attentat-suicide revendiqué par les talibans, qui vise les forces de sécurité afghanes près de Kaboul[138].
- France : le 11 décembre 2018, un homme ouvre le feu sur les passants dans le centre-ville de Strasbourg, à proximité du marché de Noël, faisant 5 morts et 11 blessés[139],[140],[141]. Le terroriste est un Strasbourgeois de 29 ans, connu pour banditisme et intégrisme religieux. Il est tué par trois policiers en patrouille dans le quartier du Neudorf, après deux jours de traque par les forces de l'ordre[142],[143].
- Cisjordanie : le 13 décembre 2018, un homme tue par balle 2 soldats israéliens à l’avant-poste de Givat Assaf[136],[144].
- Grèce : le 17 décembre 2018, une bombe artisanale explose devant les locaux de la radiotélévision privée Skaï à Athènes. L’explosion ne fait aucune victime, mais uniquement d'importants dégâts matériels. La piste d'extrémistes grecs est fortement envisagée par les autorités locales[145].
- Maroc : le 17 décembre 2018, les corps de deux étudiantes, l'une norvégienne et l'autre danoise, sont retrouvés dans une région du Haut-Atlas, près du village d'Imlil. Elles ont été tuées à l'arme blanche et l'une des victimes a été décapitée. Les autorités marocaines suspectent la piste terroriste après l'arrestation de quatre suspects appartenant à un groupe d’extrémistes islamistes[146].
- Somalie : le 22 décembre 2018, une double attaque à la voiture piégée près du palais présidentiel de Mogadiscio fait au moins 7 morts et 10 blessés. L’attentat est revendiqué par les islamistes Shebab[147].
- Afghanistan : le 24 décembre 2018, un complexe gouvernemental, abritant le ministère des Travaux publics et du Travail et des Affaires sociales à Kaboul, est attaqué par 4 assaillants ainsi qu'une voiture piégée. L’assaut dure plusieurs heures et fait au moins 43 morts et 10 blessés[148].
- Chine : le 25 décembre 2018, à Longyan, un homme armé d'un couteau prend le contrôle d'un autobus et renverse volontairement plusieurs personnes. L'attaque fait au moins 5 morts et 22 blessés. L'individu est interpellé par la police[149].
- Libye : le 25 décembre 2018, trois kamikazes attaquent le bâtiment du ministère des Affaires étrangères à Tripoli, faisait 3 morts, dont un diplomate et 6 blessés [150].
- Grèce : le 27 décembre 2018, une bombe artisanale explose devant une église dans le centre-ville d’Athènes. L’explosion blesse un passant et un policier venu vérifier le colis suspect. Des anarchistes d’extrême gauche sont suspectés[151].
- Égypte : le 28 décembre 2018, un attentat à Gizeh, provoque la mort de 3 touristes vietnamiens ainsi que de leur guide et 10 autres touristes et que le chauffeur du bus sont blessés[152]. Le lendemain, les autorités égyptiennes affirment avoir tué 40 terroristes dans des raids alors que ceux-ci préparaient d'autres attaques contre des touristes[153].
- Royaume-Uni : le 31 décembre, vers 21h, un homme armé d'un couteau blesse 3 personnes, dont un policier, dans la gare Victoria, à Manchester; avant d'être maîtrisé par d'autres policiers. Les témoins ainsi que des vidéos attestent de ses cris "effrayants" faisant référence à "Allah" et aux "bombardements"[154].